# Neritos griseotincta
Neritos griseotincta är en fjärilsart som beskrevs av Rothschild 1909. Neritos griseotincta ingår i släktet Neritos och familjen björnspinnare. Inga underarter finns listade i Catalogue of Life.